# Cyphon lithophilus
Cyphon lithophilus is een keversoort uit de familie moerasweekschilden (Scirtidae). De wetenschappelijke naam van de soort werd in 2003 gepubliceerd door Hernando, Aguilera & Ribera.